# Alifa al Farkadain
Alifa al Farkadain (ζ Ursae Minoris / ζ UMi / 16 Ursae Minoris) es una estrella en la constelación de la Osa Menor de magnitud aparente +4,28 que se encuentra a 376 años luz del sistema solar. Su nombre, de origen árabe, significa «el más tenue de los dos becerros/terneros», en contraposición a Anwar al Farkadain (η Ursae Minoris), «el más brillante de los dos becerros». Curiosamente Alifa al Farkadain es más brillante que Anwar al Farkadain.
Alifa al Farkadain es una estrella blanca de tipo espectral A3Vn con una temperatura de 8700 K. Su luminosidad, 200 veces mayor que la del Sol, es unas dos magnitudes más brillante de lo que cabría esperar para una estrella blanca de la secuencia principal, por lo que se piensa que está en el límite de terminar la combustión de hidrógeno para convertirse en una estrella gigante. Su radio es 6,2 veces más grande que el radio solar y su masa se estima unas 3,4 veces mayor que la del Sol; hace 280 millones de años comenzó su vida como una estrella blanco-azulada de tipo B7.
A diferencia del Sol, cuya velocidad de rotación es de 2 km/s, Alifa al Farkaidan tiene una velocidad de rotación mucho mayor, de al menos 206 km/s, completando un giro en menos de 1,5 días. Puede ser una estrella variable del tipo Delta Scuti, lo cual aún no ha sido confirmado.